# پختستان
پَختستان: رمان بُعدهای بسیار (به انگلیسی: Flatland: A Romance of Many Dimensions) رمان کوتاهی از الهی‌دان و استاد دانشگاه انگلیسی، ادوین ابوت ابوت است که اولین‌بار آن را در سال ۱۸۸۴ میلادی تحت نام نویسندگی مستعار «یک مربع» (A Square) منتشر کرد. در این کتاب از دنیای خیالی دوبُعدی پَختستان برای نشان دادن فرهنگ سلسله‌مراتبی انگلستان دوره ویکتوریا استفاده شده‌است.
این کتاب بیشتر یک تمثیل عبرت‌آموز است تا یک داستان؛ و نیز نقدی است تند و گزنده از ساختار اجتماعی و سیاسی جامعهٔ روزگار خود و ارزش‌ها و روابط انسانی در آن.

## داستان
ابوت برای اینکه نشان دهد انسان‌ها در این دنیا از نظر افق دانش و بینش در چه قفس تنگی گرفتارند از جهانی خیالی با باشندگانی دو بُعدی استفاده کرده‌است. این باشندگان دارای شکل‌های هندسی مثلث، مربع، پنج‌پر، شش‌بر و بالا و بالاتر تا دایره‌اند که ناگزیر در سطح می‌زیند. نویسندهٔ و راوی داستان، یک مربع است که این دنیا را شرح می‌دهد.

## بازخورد
پَختستان در زمان انتشار خود مورد توجه قرار نگرفت و در مدخل ادوین ابوت در دیکشنری زیستنامهٔ ملی (Dictionary of National Biography) نیز هیچ اسمی از این کتاب او برده نشده‌است.

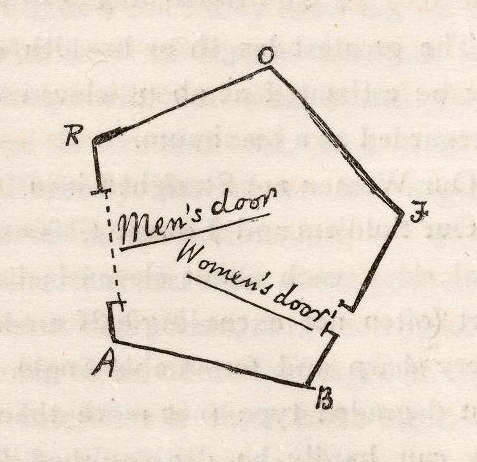
نگارهٔ صفحهٔ ۷ که خانهٔ ساده‌ای را نشان می‌دهد. ابوت در این کتاب به تبعیض‌های نابجایی که بین زنان و مردان گذاشته می‌شود نیز پرداخته است. تمامی نگاره‌های این کتاب را خود ادوین ابوت کشیده است.

پس از انتشار نظریهٔ نسبیت عام انیشتین، این کتاب دوباره مورد توجه قرار گرفت چرا که در آن به مفهوم بُعد چهارم اشاره شده بود. در مقاله‌ای تحت عنوان «اقلیدس، نیوتن و انیشتین» که در شمارهٔ ۱۲ فوریه ۱۹۲۰ مجلهٔ نیچر منتشر شد از این کتاب نام برده شد و ابوت را از یک نظر همچون پیامبری دانست که در آن زمان به درک اهمیت زمان در شرح یک پدیده آگاه بوده‌است. انتشارات هارپرکالینز در سال ۱۹۸۳، نسخه‌ای از این کتاب را با پیشگفتار آیزاک آسیموف منتشر کرد.

## برگردان فارسی
نام پَختستان را، مترجم اول این کتاب، منوچهر انور، برای آن برگزید که از واژه فارسی پَخت به معنای پهن و بی‌برجستگی و پسوند ستان تشکیل شده‌است.
از این کتاب چندین برگردان در سال‌های گوناگون منتشر شده‌است:
- ابوت ابوت، ادوین (چاپ اول ۱۳۷۵). پختستان. بازنگری و مقدمه از بانش هوفمان. ترجمهٔ منوچهر انور. تهران: انتشارات روشنگران و مطالعات زنان. شابک ۹۶۴-۵۵۱۲-۴۳-۳. تاریخ وارد شده در |سال= را بررسی کنید (کمک)
- ابوت ابوت، ادوین (۱۳۸۸). پختستان. ترجمهٔ منوچهر انور. تهران: نشر کارنامه. شابک ۹۷۸-۹۶۴-۴۳۱-۰۷۹-۹.
- ابوت ابوت، ادوین (۱۳۸۷). افسانه دنیای دو بعدی. ترجمهٔ جلال جامعی. شیراز: لوزا. شابک ۹۷۸-۹۶۴-۸۸۵۱-۳۶-۶.
- ابوت ابوت، ادوین (۱۳۹۹). تختستان و گویستان (کتاب دوم نوشته‌ی دیونیس بورگر است). ترجمهٔ ناصر حافظی مطلق. تهران: کتابسرای تندیس. شابک ۹۷۶-۶۰۰-۱۸۲-۳۵۵-۸ مقدار |شابک= را بررسی کنید: invalid prefix (کمک).